# Trogir
Trogir (en llatí Tragurion, en italià Traù) és una ciutat històrica i un port sobre la costa Adriàtica de Croàcia, a la regió de la Dalmàcia, a 27 km a l'oest de Split. La ciutat té una població de 13.322 habitants (2001), per a una població total en el municipi de 13.322 habitants (2001). Està construïda sobre un petita illa (aproximadament 1 km²) situada entre el continent i l'illa de Ciovo.

## Història
Trogir va ser fundada pels grecs des de l'illa de Veieres al segle iii aC, i es feu un port important en el període romà. Si bé la prosperitat sobtada de Salona va comportar la crisi de Trogir, durant les migracions eslaves, els habitants de Salona van fugir cap a Trogir. A partir del segle ix, Trogir va començar a pagar tributs als senyors feudals croats. La diòcesi de Trogir fou fundada al segle xi (i abolida el 1828) i el 1107, la ciutat va rebre una carta del rei Coloman (Croàcia-Hongria), que l'hi atorgà l'autonomia municipal.

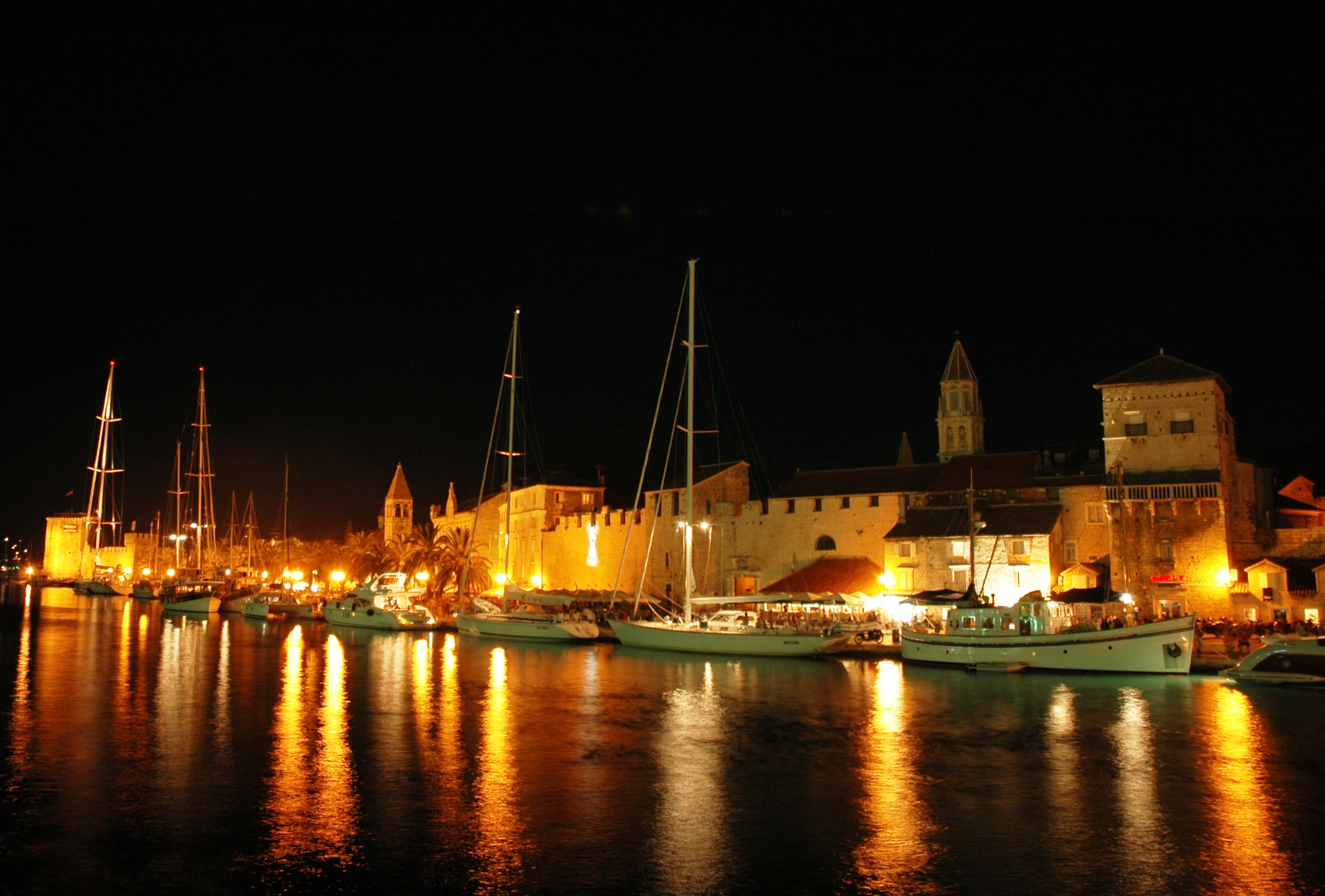
El port de Trogir de nit

El 1123, la ciutat va ser conquerida i completament destruïda pels sarraïns. Trogir va trobar tanmateix la seva prosperitat econòmica per un temps als segles xii i xiii. El 1242, el rei Bela IV, fugint dels tàrtars, es va refugiar a la ciutat. En els segles XIII xiv, els membres de la família Subic van ser sovint escollits com a ducs pels ciutadans de Trogir. Mladen III (1348), segons una inscripció a la catedral de Trogir, va ser anomenat l'escut croat, sent un dels més cèlebres Šubićs.
El 1420 va començar un llarg període de domini venecià. Després de la caiguda de Venècia el 1797, Trogir va entrar en l'imperi austríac, a excepció d'una ocupació pel Primer Imperi Francès de 1806 a 1814, i posteriorment a l'austrohongarès dels Habsburg que va controlar la ciutat fins a 1918. Després de la Primera guerra mundial, Trogir, amb Croàcia, va ser integrada al si del Regne dels serbis, croats i eslovens, més tard denominat Regne de Iugoslàvia. En el transcurs de la Segona Guerra Mundial, Trogir va ser ocupada per Itàlia. Els habitants de la ciutat eren essencialment pro-aliats, i la ciutat va ser alliberada el 1944. Des d'aleshores, la ciutat ha format part de Iugoslàvia, i a partir de 1991, de Croàcia.

## Heretatge cultural

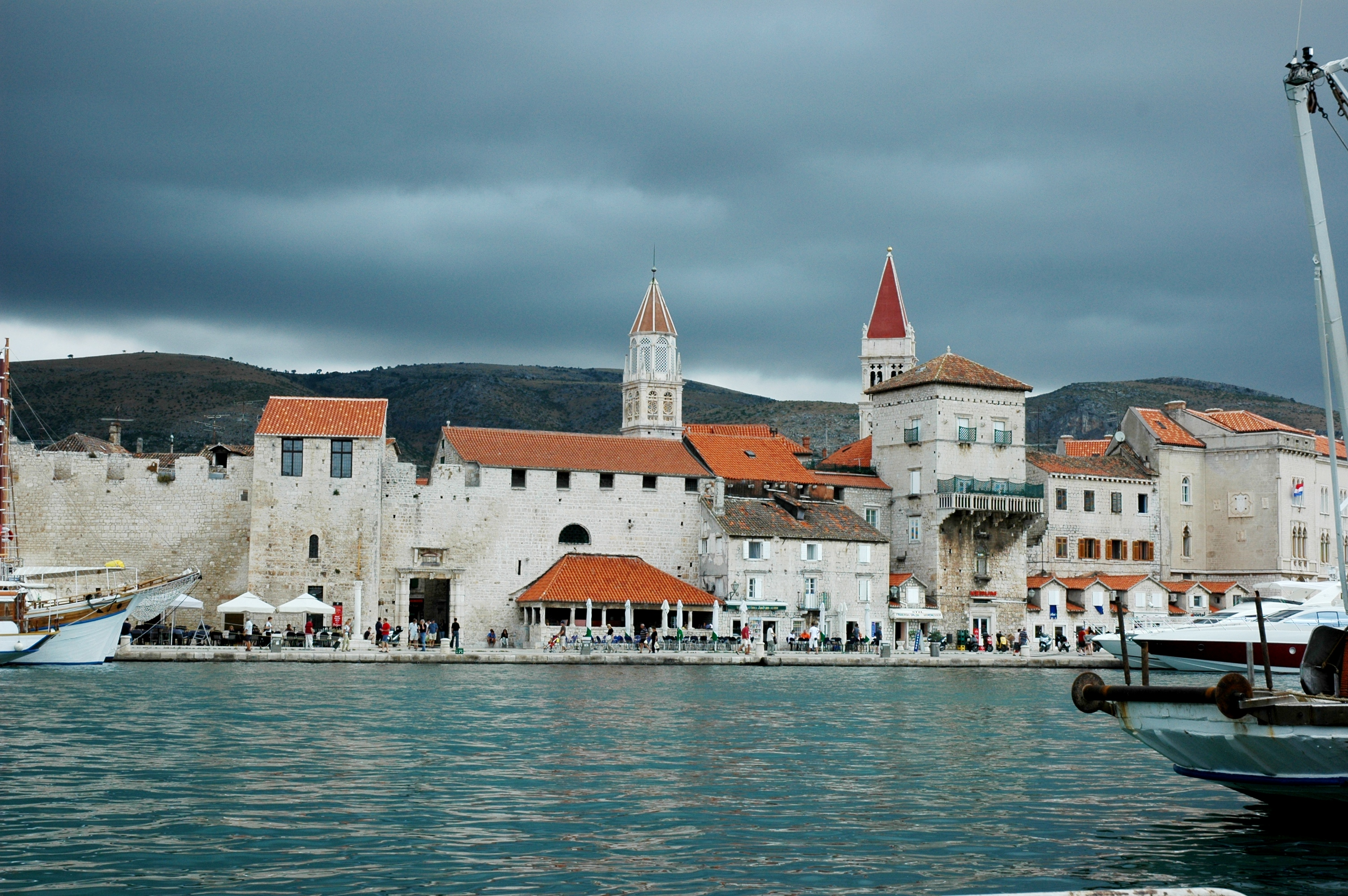
El port de Trogir

Trogir té una història urbana contínua de més de 2300 anys. El seu ric patrimoni cultural procedeix de la influència dels antics grecs, romans i venecians. Trogir compta amb nombrosos palaus, esglésies, torres, una fortalesa insular, i està inscrita des del 1997 en la llista del Patrimoni de la Humanitat per la UNESCO.
Trogir és el conjunt urbà romànic-gòtic millor preservat de la costa adriàtica. El centre històric medieval de Trogir, envoltat de les seves muralles, comprèn un castell i torres preservades, així com diferents palaus i cases particulars dels períodes romànic, gòtic, renaixentista i barroc. L'edifici més important de la ciutat és la catedral de Sant Llorenç, del qual la porta principal a l'oest és l'obra mestra de Radovan, i la més representativa de l'estil romànic-gòtic a Croàcia.